# Halicyclops ryukyuensis
Halicyclops ryukyuensis – gatunek widłonoga z rodziny Halicyclopidae. Nazwa naukowa tych skorupiaków została opublikowana w 1962 roku przez japońskiego zoologa Takashiego Ito.